# Sheck Wes

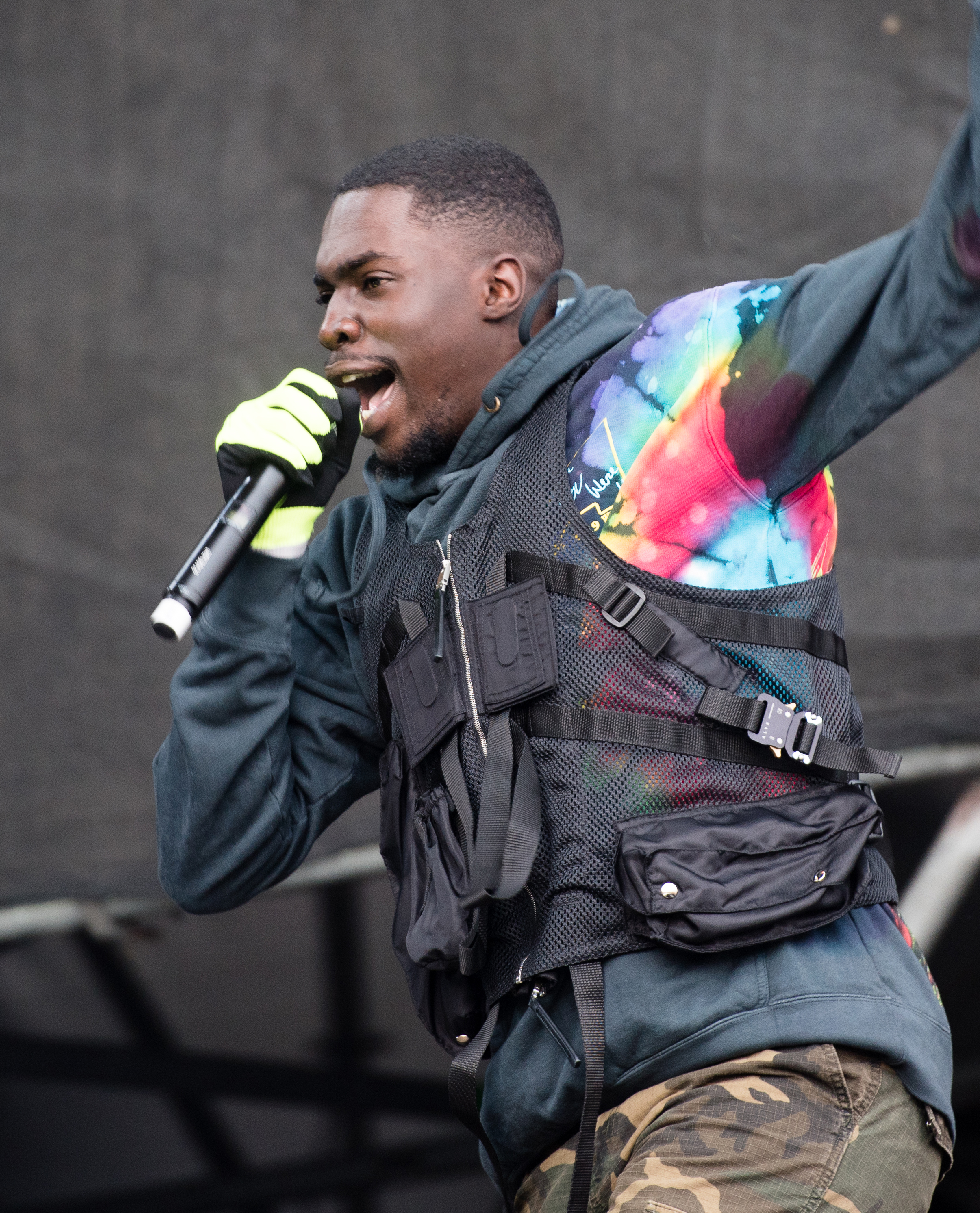
Sheck Wes beim Openair Frauenfeld (2019)

Sheck Wes (* 10. September 1998 in New York; eigentlich Khadimou Rassoul Cheikh Fall) ist ein US-amerikanischer Rapper und Sänger. 2017 wurde er durch seinen Song Mo Bamba und später international durch das Labelprojekt JackBoys bekannt.

## Biografie
Sheck Wes wuchs in Milwaukee und New York auf. Als Teenager war er erfolgreich mit Musik und im Basketball, aber als ihn mit 16 Jahren ein Modeagent ansprach, blieb er einem wichtigen Spiel fern, um an einer Modevorführung im Madison Square Garden teilzunehmen. Von seinen Eltern wurde er in ihre Heimat Senegal geschickt, wo er fünf Monate lang lebte. Nach seiner Rückkehr beschloss er, sich auf die Musik zu fokussieren.
2018 unterschrieb er einen doppelten Plattenvertrag bei den Labels G.O.O.D. von Kanye West und Cactus Jack von Travis Scott. An dessen Nummer-eins-Album Astroworld, das im August des Jahres erschien, war er inoffiziell beteiligt. Kurz danach hatte er selbst seinen Durchbruch mit dem Trap-Song Mo Bamba, benannt nach seinem Freund, dem NBA-Basketballer Mohamed „Mo“ Bamba. Bis auf Platz 6 der US-Singlecharts kam Sheck Wes damit und erreichte aufgrund der Liedabrufe 5-fach-Platin. Auch international konnte sich das Stück in einigen Ländern platzieren. Es folgte im Oktober das Debütalbum Mudboy, das es in den USA immerhin auf Platz 17 und auf Gold brachte, auch wenn es international auf weniger Interesse stieß.
Danach war erst einmal wenig von ihm zu hören, bis 2020 das gemeinsame Album Jackboys von Mitgliedern von Travis Scotts Label Cactus Jack erschien. Mit seinem Beitrag Gang Gang gelang ihm ein zweiter Charthit, der in den USA Gold bekam und auch wieder in einigen europäischen Ländern in die Charts kam.

## Diskografie

### Alben
| Jahr | Titel  | Höchstplatzierung, Gesamtwochen, AuszeichnungChartsChartplatzierungen (Jahr, Titel, Platzierungen, Wochen, Auszeichnungen, Anmerkungen) | Anmerkungen                           |
| Jahr | Titel  | US | Anmerkungen                           |
| ---- | ------ | --- | ------------------------------------- |
| 2018 | Mudboy | US17 Gold · (23 Wo.)US | Erstveröffentlichung: 5. Oktober 2018 |

Mixtapes
- 2017: Playa Familia (mit YungJosh93)
- 2018: Donny Womack

### Singles
| Jahr | Titel Album                          | Höchstplatzierung, Gesamtwochen, AuszeichnungChartplatzierungen (Jahr, Titel, Album, Platzierungen, Wochen, Auszeichnungen, Anmerkungen) | Höchstplatzierung, Gesamtwochen, AuszeichnungChartplatzierungen (Jahr, Titel, Album, Platzierungen, Wochen, Auszeichnungen, Anmerkungen) | Höchstplatzierung, Gesamtwochen, AuszeichnungChartplatzierungen (Jahr, Titel, Album, Platzierungen, Wochen, Auszeichnungen, Anmerkungen) | Höchstplatzierung, Gesamtwochen, AuszeichnungChartplatzierungen (Jahr, Titel, Album, Platzierungen, Wochen, Auszeichnungen, Anmerkungen) | Anmerkungen |
| Jahr | Titel Album                          | AT | CH | UK | US | Anmerkungen |
| ---- | ------------------------------------ | --- | --- | --- | --- | --- |
| 2018 | Mo Bamba Mudboy                      | — | CH56 (1 Wo.)CH | UK26 Platin · (18 Wo.)UK | US6 ×5Fünffachplatin · (28 Wo.)US | Erstveröffentlichung: 2. Februar 2018 Autoren: Denzel Baptiste, David Biral, Jerry Cruz, Khadimoul Fall Erstveröffentlichung: |
| 2020 | Gang Gang Jackboys                   | AT59 (1 Wo.)AT | CH25 (2 Wo.)CH | UK52 (1 Wo.)UK | US48 Platin · (2 Wo.)US | Jackboys & Sheck Wes Autoren: Jacques Webster, Ebony Oshunrinde, Caleb Toliver, Ugur Tig, Khadimoul Fall, Lawrence Taylor     |
| 2022 | Stick D-Day: A Gangsta Grllz Mixtape | — | — | — | US71 (1 Wo.)US | JID & J. Cole feat. Kenny Mason & Sheck Wes                                                                                   |
| 2024 | 2000 Excursion JackBoys 2            | — | — | — | US72 (1 Wo.)US | Charteinstieg: 26. Juli 2025 mit Travis Scott & Don Toliver                                                                   |

Weitere Singles
- 2017: Live Sheck Wes
- 2018: Do That
- 2018: Chippi Chippi
- 2019: Enzo (mit DJ Snake feat. Offset, 21 Savage & Gucci Mane)
- 2019: Sadio Mane
- 2019: Losing My Mind
- 2019: YKTS
- 2022: LFG!
- 2022: Pain

## Auszeichnungen für Musikverkäufe
| Goldene Schallplatte - Dänemark - 2019: für die Single Mo Bamba - Frankreich - 2020: für die Single Mo Bamba - Italien - 2021: für die Single Mo Bamba - Kanada - 2019: für das Album Mudboy - Neuseeland - 2022: für das Album Mudboy - Spanien - 2024: für die Single Mo Bamba | Platin-Schallplatte - Brasilien - 2024: für die Single Mo Bamba - Polen - 2021: für die Single Mo Bamba - Portugal - 2022: für die Single Mo Bamba 2× Platin-Schallplatte - Neuseeland - 2021: für die Single Mo Bamba 3× Platin-Schallplatte - Kanada - 2019: für die Single Mo Bamba |

Anmerkung: Auszeichnungen in Ländern aus den Charttabellen bzw. Chartboxen sind in ebendiesen zu finden.
| Land/RegionAuszeichnungen für Musikverkäufe (Land/Region, Auszeichnungen, Verkäufe, Quellen) | Gold     | Platin       | Verkäufe  | Quellen              |
| -------------------------------------------------------------------------------------------- | -------- | ------------ | --------- | -------------------- |
| Brasilien (PMB)                                                                              | —        | Platin1      | 40.000    | pro-musicabr.org.br  |
| Dänemark (IFPI)                                                                              | Gold1    | —            | 45.000    | ifpi.dk              |
| Frankreich (SNEP)                                                                            | Gold1    | —            | 100.000   | snepmusique.com      |
| Italien (FIMI)                                                                               | Gold1    | —            | 35.000    | fimi.it              |
| Kanada (MC)                                                                                  | Gold1    | 3× Platin3   | 280.000   | musiccanada.com      |
| Neuseeland (RMNZ)                                                                            | Gold1    | 2× Platin2   | 67.500    | radioscope.co.nz NZ2 |
| Polen (ZPAV)                                                                                 | —        | Platin1      | 50.000    | olis.pl              |
| Portugal (AFP)                                                                               | —        | Platin1      | 10.000    | Einzelnachweise      |
| Spanien (Promusicae)                                                                         | Gold1    | —            | 30.000    | elportaldemusica.es  |
| Vereinigte Staaten (RIAA)                                                                    | Gold1    | 6× Platin6   | 6.500.000 | riaa.com             |
| Vereinigtes Königreich (BPI)                                                                 | —        | Platin1      | 600.000   | bpi.co.uk            |
| Insgesamt                                                                                    | 7× Gold7 | 15× Platin15 |           |                      |